# Kinuko Ōmori
Kinuko Ōmori (japanisch 大森 絹子 Ōmori Kinuko; * 27. Mai 1967 in der Präfektur Tokyo) ist eine japanische Synchronsprecherin und Sängerin.

## Biografie
In ihre Kindheit ließen sich ihre Eltern scheiden. Ōmori war 1979 Mitglied in dem Band „Milk“ (ミルク). Anschließend lieh sie unter anderem Prisilla Asagiri in Bubblegum Crisis ihre Stimme. Zudem sang Ōmori den Vorspannlied Kon'ya wa Hurricane.
Außerdem kam 1987 ihr Single Bubblegum Crisis 3 Blow Up Victory / wasurenaide raus. Im selben Jahr veröffentlichte Ōmori ihr Single Kizu-darake no wairudo / Mad Machine. 1988 wurden die Single Sweet Dreams und das Album SWEET DREAMS am selben Tag von CBS / Sony veröffentlicht. 1991 gründete sie eine Band namens SILK.

## Diskografie

### Alben
- 1988: Sweet Dreams

### Singles
- 1986: Kon'ya wa Hurricane / Remember
- 1987: Bubblegum Crisis 3 Blow Up Victory / wasurenaide
- 1987: Kizu-darake no wairudo / Mad Machine
- 1988: Sweet Dreams

## Sprechrollen (Auswahl)

### Serien
- 1987: Bubblegum Crisis (Prisilla Asagiri)

### Videospiele
- 1995: Makaroni Hōren-sō Interactive (Sohko Nakano)